# Поверхнева енергія
Поверхне́ва ене́ргія — енергія, яка потрібна на виконання роботи зі збільшення площі поверхні на одиницю.
Вимірюється в Дж/м2 або в ерг/см2.

## Фізична природа
За фізичною сутністю поверхнева енергія — це надлишкова енергія поверхневого шару на межі двох фаз, зумовлена різницею міжмолекулярних взаємодій в цих фазах. 
Поверхневі атоми твердого тіла або рідини взаємодіють з меншою кількістю сусідів, ніж аналогічні атоми всередині. Наприклад, у кристалі поверхневі атоми утворюють меншу кількість хімічних зв'язків. Тому ці атоми мають вищу енергію, ніж середня енергія атомів в об'ємі. При збільшенні кількості поверхневих атомів енергія тіла зростає. Якщо атоми мають достатню рухливість, як, наприклад, у рідині, то вони переміщатимуться таким чином, щоб потрапити в об'єм. При цьому форма, яку займає рідина змінюватиметься, мінімізуючи площу поверхні. В невагомості рідина прагне сформуватися в кулю. В умовах гравітації оптимальна форма краплі рідини може бути несферичною. 
На границі між рідиною й твердим тілом енергія поверхневих атомів рідини може зростати, якщо вони сильніше притягатимуться до атомів твердого тіла, ніж до інших атомів рідини. В такому випадку говорять, що тверде тіло змочується рідиною. У випадку змочування рідина намагатиметься максимізувати поверхню контакту з твердим тілом — крапля розпливатиметься.